# روجر فاغنر
روجر فاغنر (بالإنجليزية: Roger Wagner)‏ هو موزع أمريكي، ولد في 16 يناير 1914 في لو بوي أون فيلاي في فرنسا، وتوفي في 17 سبتمبر 1992 في ديجون في فرنسا.

## وصلات خارجية
- روجر فاغنر على موقع IMDb (الإنجليزية)
- روجر فاغنر على موقع ميوزك برينز (الإنجليزية)
- روجر فاغنر على موقع ديسكوغز (الإنجليزية)
- روجر فاغنر على موقع قاعدة بيانات الفيلم (الإنجليزية)